# Modison Salayedvwa Magagula
Modison Salayedvwa Magagula, né en 1958, est un dramaturge, poète et nouvelliste swazi.

## Biographie
Modison Salayedwa Magagula étudie au William Pitcher College de Manzini. Il commence son travail de dramaturge en 1986, après avoir participé à un atelier d'écriture à Mbabane. En 1989, il lance le premier théâtre ambulant de l'Eswatini, la Siphila Nja Drama Society. Il écrit des pièces, des poèmes et des nouvelles en swati, sur différents thèmes (le postcolonialisme, les mouvements sectaires, la délinquance juvénile, les relations humaines, le sida...). En 2008, il reçoit un prix du Conseil national des arts et de la culture de l'Eswatini(Swaziland National Council of Arts and Culture, SNCAC) pour sa contribution au développement des arts en Eswatini.

## Œuvres
- 1987: Ingcamu (A Journey's Provision)
- 1988: Idubukele (Dinner is Served!)
- 1989: Indlanganye (Our Gain)
- 1989: Asingeni Lapho (It is None of Our Business)
- 1990: Tentile (Hoist with your Own Petard)
- 1990: Kwesukesukela (Once Upon a Time)